# アンダーカバー (2016年の映画)
『アンダーカバー』（原題:Imperium）は2016年に公開されたアメリカ合衆国のスリラー映画である。監督はダニエル・ラグシス、主演はダニエル・ラドクリフが務めた。ラグシスにとって、本作が長編映画監督デビュー作となった。また、本作のストーリーは元FBI捜査官のマイケル・ジャーマンが実際に体験したことを基にしている。

## ストーリー
ネイト・フォスターはFBIのテロ対策部門でアナリストとして働いていた。そんなある日、セシウム137という放射性物質が何者かに盗まれるという事件が発生した。FBI捜査官のアンジェラ・ザンパーロは事件に白人至上主義者が関与している可能性を疑い、ネイトをスパイとして送り込むことにした。ザンパーロはコネを駆使して、ネイトをヴィンス・サージェント率いるネオナチ集団のメンバーと引き合わせた。ヴィンスは容疑者とよく似ており、FBIは彼が犯人ではないのかと疑っていたが、確かな証拠を掴めずにいたのである。また、ネイトは保守系ラジオ番組の司会、ダラス・ウルフとも知り合いになった。ダラスは言葉で人々を扇動するのに長けており、彼の番組に感化されて白人至上主義に染まる者が後を絶たなかった。
ヴィンスから好意を持たれたお陰で、ネイトは白人至上主義運動の大物、アンドリュー・ブラックウェルにも会うことができた。その後も、ネイトは白人至上主義者を見事に演じきり、運動の拡大に貢献することでヴィンスやウルフたちの信頼を勝ち取っていった。また、ネイトはジェリー・コンウェイと特に親しくなった。コンウェイは機械工として真面目に働いており、良き家庭人でもあったため、ネイトは「何故こんな善人が白人至上主義にシンパシーを持ってしまったのか」と心の中で嘆いていた。
しばらくして、ブラックウェルが反ファシズムを掲げる運動家たちに襲撃されるという事件が発生した。その場に居合わせたネイトはブラックウェルを守り抜き、一層評価を高めることになった。ブラックウェルはネイトを拠点に連れて行き、ワシントンD.C.へのテロ計画を練っていることを明かした。ほどなくして、FBIはウルフがブラックウェルと密接な関係にあることを掴み、ネイトにガイガーカウンターを持ってウルフの自宅を訪ねるよう命じた。FBIの予想通り、ウルフの自宅に入った途端、ガイガーカウンターが反応した。ネイトはテロ計画を内側から崩壊させるべく、ウルフに資金提供を申し出て計画に加えてもらおうとしたが、そこで想定外の事態が発生した。

## キャスト
- ダニエル・ラドクリフ - ネイト・フォスター
- トニ・コレット - アンジェラ・ザンパーロ
- トレイシー・レッツ - ダラス・ウルフ
- サム・トラメル - ジェリー・コンウェイ
- ネスター・カーボネル - トム・ヘルナンデス
- ロジャー・ヨーソン - ウスマン
- デヴィン・ドルイド - ジョニー
- パヴェウ・シャイダ - ヴィンス・サージェント
- クリス・サリヴァン - アンドリュー・ブラックウェル
- バーン・ゴーマン - モーガン
- セス・ニューメリック - ロイ
- コーラ・メッツフィールド - マデリーン
- ジェイソン・フィニー - ビリー
- デヴィッド・アラノヴィッチ - アーネスト・ウォルトン
- ポール・H・チャップマン - ゲイリー

## 製作
2015年7月30日、ダニエル・ラドクリフの出演が決まったと報じられた。9月、本作の主要撮影がバージニア州で始まった。10月、トニ・コレット、トレイシー・レッツ、サム・トラメルがキャスト入りした。2016年4月10日、ウィル・ベイツが本作で使用される楽曲を手掛けるとの報道があった。

## 公開・マーケティング
2015年9月22日、本作の劇中写真が初めて公開された。2016年7月9日、本作のオフィシャル・トレイラーが公開された。

## 評価
本作は批評家から好意的に評価されている。映画批評集積サイトのRotten Tomatoesには71件のレビューがあり、批評家支持率は85%、平均点は10点満点で6.49点となっている。サイト側による批評家の見解の要約は「『アンダーカバー』は白人至上主義者によるテロ計画への潜入調査というタイムリーなテーマ―それがタイムリーであることは非常に残念なことであるが―を取り上げており、スリリングな作品に仕上がっている。また、ダニエル・ラドクリフをはじめとする出演者の演技も上々のものである。」となっている。また、Metacriticには17件のレビューがあり、加重平均値は68/100となっている。